# Trichocyclus aranda
Trichocyclus aranda is een spinnensoort uit de familie trilspinnen (Pholcidae). De soort komt voor in West-Australië en Noordelijk Territorium.